# Томаш Староста
Томаш Староста (словац. Tomáš Starosta; 20 травня 1981, м. Тренчин, ЧССР) — словацький хокеїст, захисник. Виступає за «Югра» (Ханти-Мансійськ) у Континентальній хокейній лізі. 
Вихованець хокейної школи «Дукла» (Тренчин). Виступав за «Дукла» (Тренчин), «Нафтохімік» (Нижньокамськ), «Салават Юлаєв» (Уфа).
У складі національної збірної Словаччини провів 101 матч (3 голи); учасник чемпіонатів світу 2007, 2008 і 2010 і 2012 (27 матчів, 0+3). У складі молодіжної збірної Словаччини учасник чемпіонатів світу 2000 і 2001. У складі юніорської збірної Словаччини учасник чемпіонату світу 1999.
Досягнення
- Срібний призер чемпіонату світу (2012)
- Володар Кубка Гагаріна (2011)
- Чемпіон Словаччини (2004).